# ТЕС Nossener Bruck
ТЕС Nossener Bruck – теплова електростанція в Німеччині, у столиці федеральної землі Саксонія Дрездені, споруджена на основі технології комбінованого парогазового циклу. 
Станцію розпочали будівництвом у 1993-му та ввели в експлуатацію в 1995-му. Її єдиний енергоблок обладнали турбінами компанії Siemens: трьома газовими V 64.3 потужністю по 65 МВт та паровою потужністю 75 МВт. Окрім виробництва електроенергії, станція Nossener Bruck забезпечує теплопостачання споживачів столиці Саксонії, при цьому її теплова потужність – 480 МВт – значно перевищує електричну. Використання станції в режимі теплоелектроцентралі дозволяє отримати загальну паливну ефективність біля 90%.  
Спорудження нової станції дозволило радикально скоротити шкідливі викиди в довкілля (до 97%).